# Parti ouvrier internationaliste
Le Parti ouvrier internationaliste (POI) est un parti trotskiste français, créé en 1936 après l'exclusion, en 1935, des militants trotskistes de la SFIO à l'issue du congrès de Mulhouse.
Dirigé par Pierre Naville, le parti devient en 1938 la section française de la Quatrième Internationale, avant d'en être exclu. Le POI finit par fusionner avec d'autres groupes trotskistes, en 1944, pour former le Parti communiste internationaliste (PCI).
Le POI a comme organe officiel La Lutte ouvrière, fusion de La Lutte de classe de Naville et Rosenthal, avec La Vérité

## Histoire

### Le POI sous le Front populaire et l'entrisme au PSOP
Le POI est créé entre mai et juin 1936, après les grèves de juin 1936 qui acclamaient la venue au pouvoir du Front populaire, et les initiatives de Trotski visant à unir les trotskistes français, qui s'étaient éparpillés entre le Parti ouvrier révolutionnaire (POR) de Pierre Naville, La Commune de Raymond Molinier et de Pierre Franck et les Jeunesses socialistes révolutionnaires (JSR) d'Yvan Craipeau et Fred Zeller. L'adhésion des moliniéristes fut cependant de courte durée, puisque Molinier était exclu du nouveau parti dès le 14 juillet 1936, emmenant avec lui Franck, avec qui il créa le Parti communiste internationaliste. Les JSR, quant à elles (dont faisait partie l'adolescent Pierre Boussel, le futur « Lambert »), demeurèrent au sein du parti, conservant toutefois leur tendance ainsi que leur journal, Révolution.
Le surréaliste Benjamin Péret adhéra le 2 juin 1936 au POI, avec Léo Malet, qui fut délégué du POI en Espagne avec Jean Rous, se battant dans les colonnes du POUM puis dans la colonne Durutti.
Lors du IIIe Congrès du POI (15 janvier 1939), la majorité du POI, derrière Pierre Naville, s'oppose à l'entrée au Parti socialiste ouvrier et paysan (PSOP) de Marceau Pivert. Une minorité, menée par Yvan Craipeau, qui prônait depuis 1938 l'adhésion en bloc au PSOP, quitte alors le POI (février 1939) pour animer une tendance minoritaire au sein de celui-là, les « Comités pour la IVe Internationale ». Opposée au refus d'intégrer le PSOP, la direction de la IVe Internationale dissout le POI le 15 juin 1939.

### Le Comité pour la IVeInternationale
Après l'armistice du 22 juin 1940, les ex-militants du POI ayant refusé l'entrisme au sein du PSOP, qui a cessé d'exister, fusionnent avec le Comité pour la IVe Internationale d'Yvan Craipeau et les Jeunesses socialistes révolutionnaires (JSR) de Fred Zeller. Au mois de juillet 1940, le représentant du POI à Marseille entre en contact avec le groupe des Révolutionnaires communistes allemands (RKD) et lui propose sans succès d'intégrer leur direction régionale. Ils publient en août 1940 La Vérité, organe bolchevique-léniniste, qui devient le premier journal clandestin sous Vichy.
Mais à l'été 1940, alors que Jean Rous créé le Mouvement national révolutionnaire (MNR), avec Fred Zeller, qui prône l'alliance avec le Royaume-Uni contre l'Allemagne nazie, le POI, désormais dirigé par Marcel Hic, estime la résistance et l'« alliance avec les petits-bourgeois » nécessaires : selon le journaliste Christophe Nick, cela en fait « la première organisation politique française authentiquement résistante ». Jean Moulin aurait demandé au POI, en 1942, de lui fournir son secrétariat. Mais Marcel Hic, repris en main par la IVe Internationale qui l'accuse de « social-chauvinisme », décline l'offre, revenant à des positions plus orthodoxes.

### Le nouveau POI et l'unification des trotskistes
Après l'arrestation de la direction de la zone sud du Comité pour la IVe Internationale (2 juillet 1942), l'organisation reprend le nom de POI (26-27 décembre 1942). Yvan Craipeau, le Roumain Spoulber et Marcel Gibelin en assurent alors la direction, après la déportation de Marcel Hic en octobre 1943. En mars 1944, il fusionne avec les autres organisations trotskistes dans le Parti communiste internationaliste (PCI).

### Archives
- Fonds d'archives Jean-René Chauvin, au centre d'histoire sociale du XXe siècle
- Inventaire du fonds d'archives de Parti ouvrier internationaliste (France) conservé à La Contemporaine.